# Андре Гоффман (футболіст)
Андре Гоффман (нім. André Hoffmann, нар. 28 лютого 1993, Ессен, Німеччина) — німецький футболіст, опорний півзахисник клубу «Фортуна» з Дюссельдорфа.

## Ігрова кар'єра

### Клубна

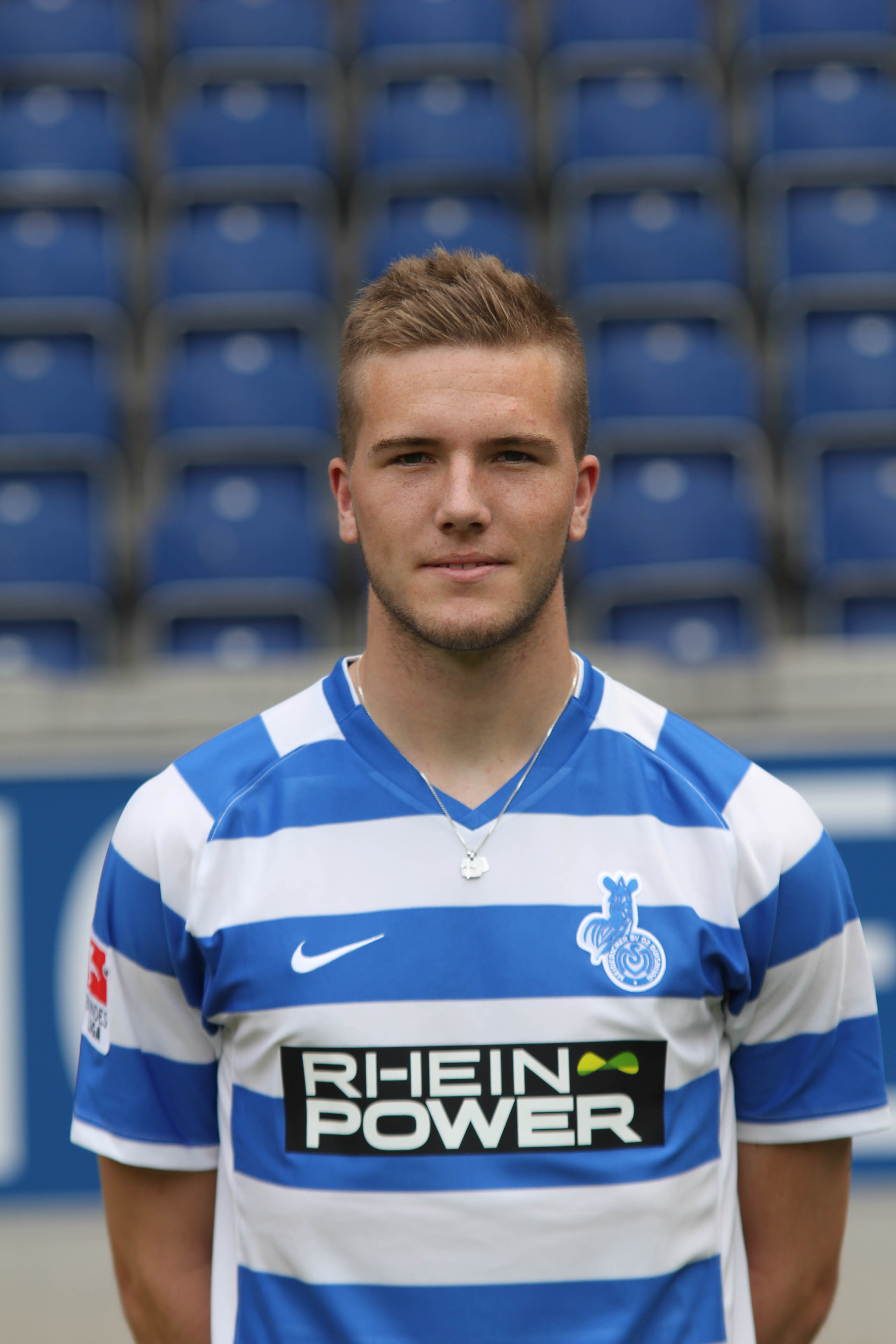
Гоффман у складі «Дуйсбурга» у 2012 році

Грати у футбол Андре ГОффман почав у рідному місті Ессен. Згодом він перебрався до Дуйсбурга, де продовжив навчання в академії місцевого клубу «Дуйсбург» і виступав у молодіжній клубній команді. Перед початком сезону 2010/11 Гоффман був внесений в заявку першої команди і незабаром дебютував на професійному рівні.
У січні 2013 року футболіст перейшов до клубу Бундесліги «Ганновер 96». У клубі футболіст провів чотири сезони, парадедьно шоаючи за другу команду клубу у Регіональній лізі. За результатами сезону 2015/16 «Ганновер» вилетів з Бундесліги. Взимку 2017 року Гоффман на півроку відправився в оренду у клуб Друго Бундесліги «Фортуна» з Дюссельдорфа. А по закінченню оренди футболіст підписав з клубом трирічний контракт. У 2019 році «Фортуна» продовжила контракт з гравцем до 2023 року.

### Збірна
З 2011 року Андре ГОффман виступав за юнацькі збірні Німеччини різних вікових категорій. У 2013 році він провів три гри у складі молодіжної збірної Німеччини.